# Крестьянская война в Швейцарии (1653)
Швейцарская крестьянская война 1653 года — народное восстание в Швейцарском союзе в период Старого режима. Девальвация бернских денег вызвала налоговый бунт, распространившийся из долины Энтлебух в кантоне Люцерн в долину Эмменталь в кантоне Берн, а затем в кантоны Золотурн и Базель, а также в Аргау.
Сельские жители потребовали налоговых льгот от своих властей, городских советов столиц соответствующих кантонов. Когда их требования были отклонены городами, крестьяне организовались и стали угрожать блокадой городов. После того как первоначальные договорённости, заключённые при посредничестве других кантонов, потерпели неудачу, крестьяне объединились в соответствии с договором Хуттвиля, образовав «Лигу Хуттвиля». Их движение стало более радикальным, выйдя за рамки изначально исключительно фискальных требований. Эта лига позиционировала себя как политическое образование, равное и независимое от городских властей, получив полный военный и политический контроль над своими территориями.
Крестьяне осадили Берн и Люцерн, после чего города заключили мирное соглашение с крестьянским вождём Никлаусом Лейенбергером, известное как мир на Мюрифельде. Крестьянские армии отступили. Тагзатцунг, федеральный совет старого Швейцарского союза, через некоторое время послал армию из Цюриха, чтобы окончательно положить конец восстанию, и после битвы при Воленшвиле Хуттвильская лига была насильно распущена согласно Меллингенскому миру. Последнее сопротивление в долине Энтлебух было сломлено к концу июня. После своей победы городские власти приняли решительные карательные меры. Лига Хуттвиля и мир на Мюрифельде были объявлены недействительными городским советом Берна. Многие лидеры восстания были схвачены, подвергнуты пыткам и получили в итоге суровые приговоры. Никлаус Лейенбергер был обезглавлен и четвертован в Берне 6 сентября 1653 года[а].
Хотя военная победа абсолютистских городских властей была безоговорочной, война также показала им, что они очень сильно зависят от своих сельских жителей. Вскоре после окончания бунта правящие аристократы провели ряд реформ и даже снизили некоторые налоги, тем самым выполнив некоторые из первоначальных финансовых требований крестьян. В долгосрочной перспективе Крестьянская война 1653 года помешала развитию абсолютизма в Швейцарии в той степени, которое оно достигло во Франции во время правления Людовика XIV.

## Предыстория
Старый Швейцарский союз в XVII веке представлял собой федерацию из 13 преимущественно независимых кантонов. Она состояла из сельских кантонов, а также городов-государств, которые расширили свои территории в сельской местности политическими и военными средствами за счёт ранее правивших сеньоров. Города просто присвоили себе ранее существовавшие административные структуры. В этих городских кантонах сельское хозяйство находилось в управлении городских советов; они обладали юридическими правами, а также назначали окружных шерифов (Landvögte).
Сельские и городские кантоны имели одинаковое положение в союзе. Каждый кантон обладал суверенитетом в пределах своей территории, проводя свою собственную внешнюю политику, а также чеканя свои собственные деньги. Рейхстаг и Тагзатцунг, центральный совет союза, не обладали реальной властью и служили скорее координационными органами. Реформация в начале XVI века привела к конфессиональному разделению между кантонами: центральные швейцарские кантоны, включая Люцерн, остались католическими, а Цюрих, Берн, Базель, Шаффхаузен, а также город Санкт-Галлен стали протестантскими. Деятельность Тагзатцунга часто была парализована из-за разногласий между равносильными фракциями католиков и протестантов.
Территории, которые были завоёваны с начала XV века, управлялись кантонами как кондоминиумы. Ривы этих территорий назначались Тагзатцунгом на двухлетний срок; должности менялись раз в два года между кантонами. Аргау был аннексирован в 1415 году. Западная часть принадлежала Берну, в то время как восточная включала два кондоминиума бывшего графства Баден на севере и «Вольные штаты» (Freie Ämter)[б] на юге. Свободные районы были вновь насильственно обращены в католичество после швейцарской Реформации, и католические кантоны, особенно Люцерн, Цуг и Ури, считали эти районы частью своей сферы влияния, а ривы обычно происходили из этих кантонов. Тургау, аннексированный в 1460 году, также был кондоминиумом Швейцарского союза.

## Причины конфликта

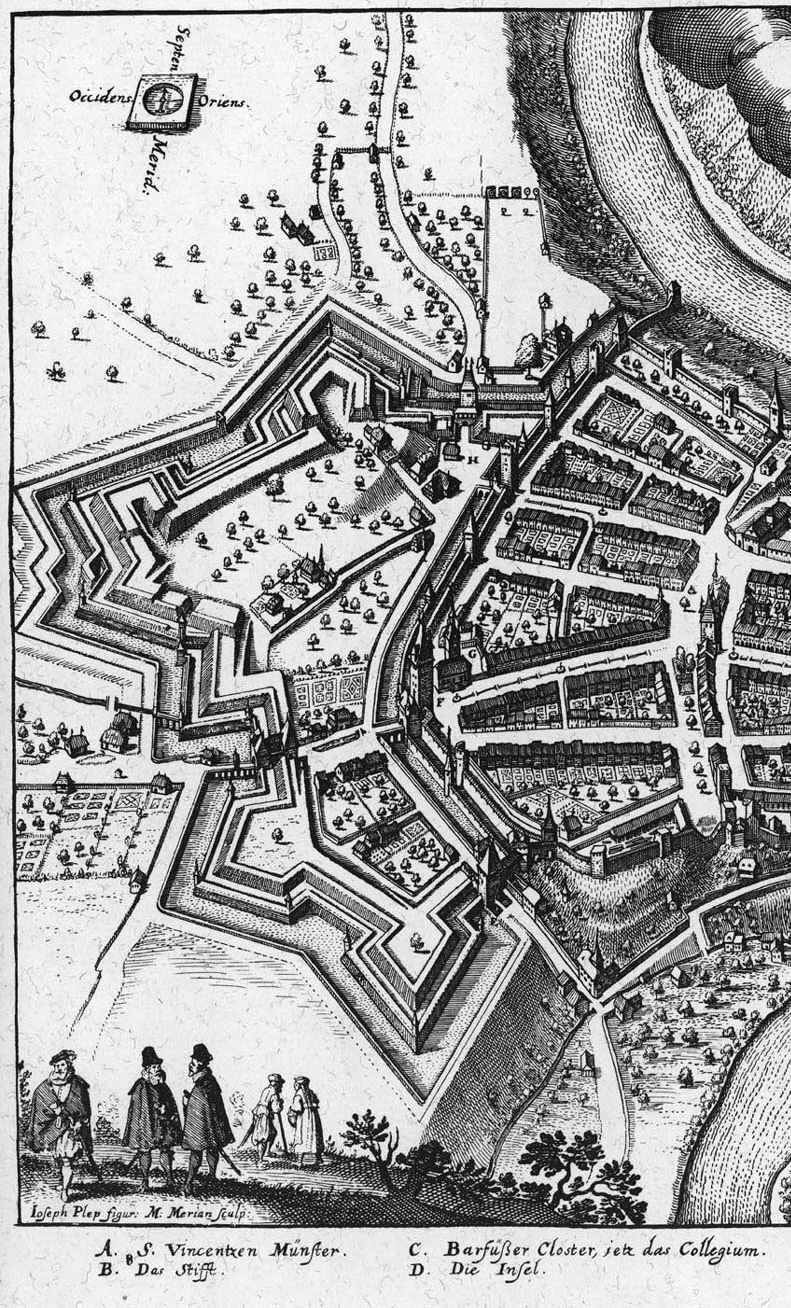
Новые городские укрепления Берна, известные как Шанцен, возведённые с 1622 по 1634 год.

В своей основе Крестьянская война 1653 года была вызвана быстро меняющимися экономическими условиями после окончания Тридцатилетней войны. Швейцарский союз был избавлен от каких-либо военных действий на своей территории; швейцарские крестьяне в целом извлекали выгоду из экономики военного времени, поскольку они могли экспортировать свои сельскохозяйственные продукты по более высоким ценам, чем раньше. После Вестфальского мира экономика южной Германии быстро восстановилась, швейцарский экспорт сократился, а цены на сельскохозяйственную продукцию упали. Многие швейцарские крестьяне, взявшие кредиты во время экономического бума в военное время, внезапно столкнулись с финансовыми проблемами.
В то же время война с 1620-х годов стоила значительных расходов для городов, например, на строительство более совершенных оборонительных сооружений, таких как новые бастионы. Важный источник дохода для кантонов иссяк: их финансы были истощены войной, Франция и Испания больше не платили пенсий, оговорённых сумм в обмен на предоставление кантонами им наёмных полков. Городские власти старались компенсировать это и покрыть свои расходы, с одной стороны, повышением налогов или введением новых, а с другой — чеканкой менее ценных медных монет, называемых Бацен, которые имели ту же номинальную стоимость, что и ранее чеканившиеся серебряные деньги. Население начало копить серебряные монеты, а дешёвые медные деньги, которые оставались в обращении, постоянно теряли покупательную способность[в]. Поэтому Цюрих, Базель и центральные швейцарские кантоны уже в 1623 году вновь начали чеканить более ценные монеты. Берн, а также Золотурн и Фрибур установили вместо этого обязательный фиксированный обменный курс между медными и серебряными деньгами, но эта мера не предотвратила фактическую девальвацию. Таким образом, к концу войны население столкнулось как с послевоенной депрессией, так и с высокой инфляцией в сочетании с высокими налогами. Этот финансовый кризис привел к ряду налоговых бунтов в нескольких кантонах Швейцарского союза, например в 1629—1636 годах в Люцерне, в 1641 году в Берне или в 1645—1646 годах в Цюрихе. Восстание 1653 года продолжило эту серию, но вывело конфликт на беспрецедентный уровень.
Начиная с XV века политическая власть в городских кантонах всё больше и больше сосредоточивалась в руках нескольких городских семей, которые всё чаще рассматривали свои государственные должности как наследственные и поддерживали аристократические и абсолютистские настроения. Постепенно сформировалась городская олигархия магистратов. Эта концентрация власти в городских кантонах в небольшой городской элите вызвала «кризис участия». Сельские жители всё чаще подчинялись декретам, издаваемым без их согласия, которые ограничивали их права, а также их социальную и культурную свободу.

## Начало восстания

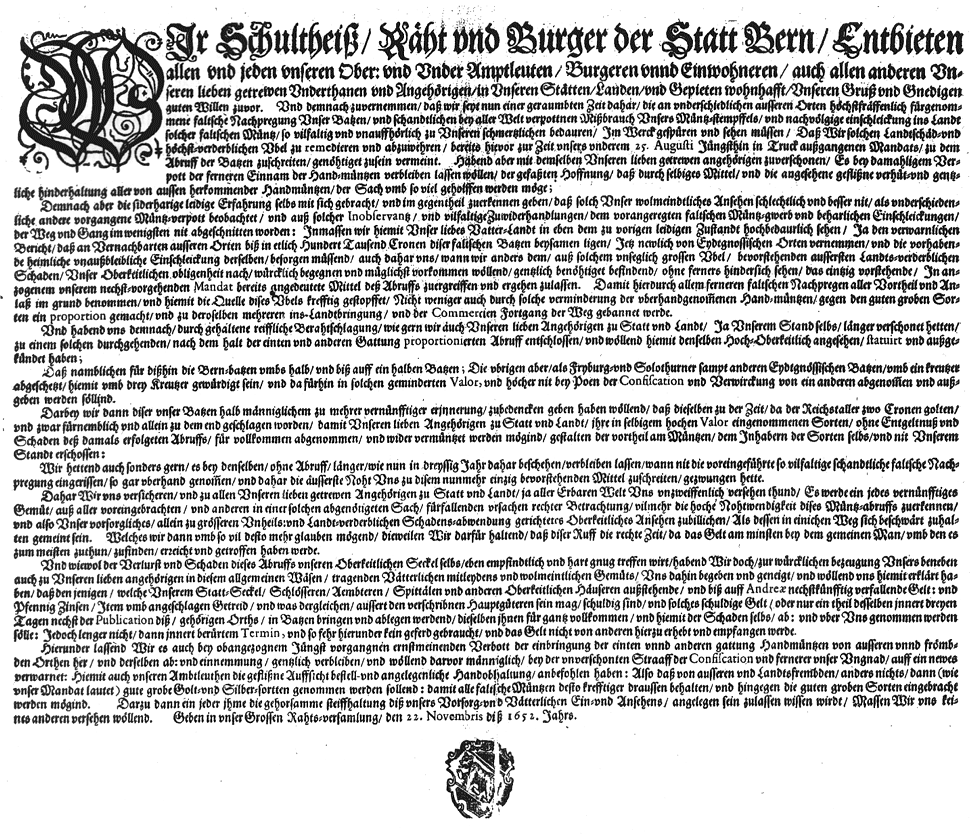
Этим указом городские власти Берна объявили о девальвации Батцена. Документ датирован 22 ноября 1652 года (по старому стилю), что соответствует 2 декабря 1652 года (по новому стилю).

В начале декабря 1652 года Берн девальвировал свой медный Батцен на 50 %, чтобы его номинальная стоимость больше соответствовала его действительной стоимости для борьбы с инфляцией. Власти установили срок всего в три дня для обмена медных монет по старому курсу на более надёжные золотые или серебряные деньги. Таким образом, лишь немногие могли воспользоваться этим предложением по обмену, и для большинства населения, в особенности для сельского населения, это означало что половина их состояния просто пропала. Другие кантоны вскоре последовали его примеру и точно так же обесценили бернские медные деньги. Наиболее тяжёлая ситуация сложилась в долине Люцерн-Энтлебух, где бернские Батцены получили широкое распространение. Финансовое положение многих крестьян стало неустойчивым. Инсайдерские сделки правящих магистратов Люцерна способствовали волнениям среди населения. Крестьяне долины Энтлебух во главе с Хансом Эмменеггером из Шюпфхайма и Кристианом Шиби из Эшольцмата послали в Люцерн делегацию с требованием принять меры, но городской совет отказался даже выслушать их. Разъярённые крестьяне организовали общее собрание (Landsgemeinde) населения долины в Хайлигкройце, несмотря на то, что такие собрания были незаконными, поскольку законы властей того времени не признавали свободу собраний. Собрание, состоявшееся после мессы 10 февраля 1653 года, постановило приостановить все налоговые платежи до тех пор, пока власти Люцерна не выполнят их требования, сократив налоги и отменив некоторые из них вообще, такие как налоги на соль, скот и торговлю лошадьми.
Власти Люцерна не пожелали удовлетворить требования населения, но и подавить это восстание им не удалось. Подавляющее большинство сельских округов кантона Люцерн встало на сторону крестьян долины Энтлебух, заключив союз в Вольхузене 26 февраля 1653 года. В начале марта жители соседней бернской долины Эмменталь присоединились к их делу, обратившись с аналогичными требованиями к властям Берна. Оба кантона призвали других не вовлеченных членов Швейцарского союза выступить посредниками в конфликте, но в то же время Тагзатцунг, собрание представителей правительств кантонов, также начал готовиться к военному разрешению конфликта. Войска из Шаффхаузена и Базеля были направлены к Аргау, но это немедленно вызвало вооруженное сопротивление среди населения, так что войска были вынуждены отступить.
18 марта 1653 года католические центральные швейцарские кантоны, выступавшие в качестве посредников, предложили в Люцерне резолюцию, которая удовлетворила большинство требований крестьян, особенно налоговых. В Берне аналогичный компромисс был предложен протестантской делегацией из Цюриха под руководством мэра Цюриха Иоганна Генриха Вазера 4 апреля 1653 года. Бернский Эмменталь и большинство округов кантона Люцерн приняли эти резолюции, и их представители принесли новые клятвы верности. Но люди в долине Энтлебух не приняли условий властей, так как помимо предоставления некоторых налоговых льгот власти криминализировали восстание и призвали к наказанию его лидеров. На заседании в Зигнау 10 апреля 1653 года делегаты от Энтлебуха убедили своих соседей в Эмментале не соблюдать новые клятвы, которые представители собрания принесли в Берне.

## Образование Хуттвильской лиги

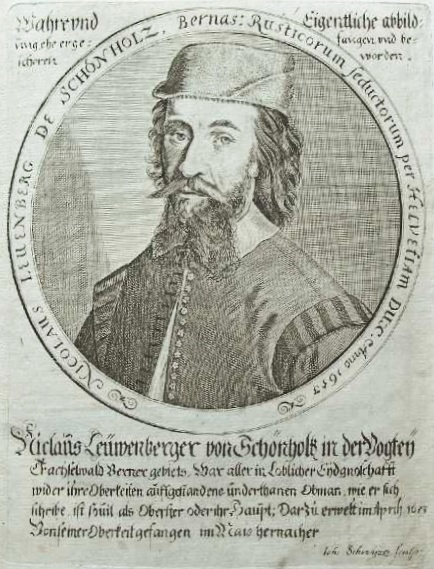
Современная гравюра Никлауса Лейенбергера, самого выдающегося крестьянского вождя 1653 года.

Переговоры между городскими властями и крестьянами не были продолжены. В то время как власти обсуждали на Тагзатцунге, как бороться с восставшими, крестьяне работали над тем, чтобы заручиться поддержкой среди сельского населения других регионов и лоббировали создание официального союза. Крестьянская делегация, отправленная в Цюрих, быстро вернулась обратно, так как городские власти, подавлявшие местные волнения на своей территории уже дважды (в 1645 и в 1646 годах), уже осознали опасность подобных выступлений. 23 апреля 1653 года представители сельских жителей Люцерна, Берна, Базеля и Золотурна встретились в Зумисвальде и заключили союз, взяв обязательство помогать друг другу. Неделю спустя они снова встретились в Хуттвиле, где подтвердили свой союз и избрали своим лидером Никлауса Лейенбергера из Рюдерсвиля в Эмментале.
14 мая 1653 года крестьяне снова встретились на Ландсгемайнде в Хуттвиле и официально оформили свой союз как «Хуттвильскую лигу», подписав письменный договор в стиле старой Федеративной хартии старой Швейцарской конфедерации. Договор чётко определял лигу как отдельное политическое образование, считавшее себя равным и независимым от городов. Восстание против налогового гнёта трансформировалось в движение за независимость, идеологически основанное на традиционных легендах об основателях Швейцарии, особенно на преданиях о Вильгельме Телле. Юридически крестьяне обосновывали легитимность своих собраний и союза старыми правами и в особенности договором 1481 года «Stanser Verkommnis», одним из важнейших коалиционных договоров старой Швейцарской конфедерации.
Крестьяне к тому времени полностью овладели территорией, которую они контролировали. Они отказывались признавать юрисдикцию городских властей, а также осуществляли военный контроль над своими районами. Хуттвильская лига открыто заявила о своём намерении расширяться до тех пор, пока она не охватит сельское население всей Конфедерации. Большинство крестьян поддержало восстание, несогласное же меньшинство заставили замолчать угрозами насилия, а иногда и его применением. Сообщение между городами было прервано, а корабли на реках захвачены. Крестьяне даже отправили письмо французскому послу в Золотурне, заверяя французского короля Людовика XIV в своих добрых намерениях.
Межконфессиональные конфликты, ранее доминировавшие в отношениях между правящими городскими властями, отошли на второй план на фоне угрозы со стороны Хуттвильской лиги. Крестьянский союз же преодолел конфессиональный раскол, объединив католиков из Энтлебуха и Золотурна с протестантами из Эмменталя и Базеля. Хуттвильский договор недвусмысленно признавал равенство католиков и протестантов в своём союзе. Города продолжали маневрировать и вести переговоры о военной поддержке в рамках своих конфессиональных связей: католический Люцерн обратился за посредничеством, а затем и за военной помощью к католическим центральным швейцарским кантонам, а протестантский Берн с теми же целями связался с протестантским Цюрихом. Недоверие между властями католических и протестантских кантонов было настолько глубоким, что ни один из них не позволял войскам другого вероисповедания действовать на своей территории.

## Вооружённое противостояние

Боевые действия в ходе Крестьянской войны.

Обе стороны начали открыто готовиться к вооружённому конфликту. Города столкнулись с проблемой, что их армии состояли из ополченцев, набиравшихся из сельского населения подвластных им территорий, но именно это сельское население и обратилось против них. Берн начал набирать войска в Во и Бернском высокогорье, двух регионах, не затронутых восстанием. Власти Берна и Люцерна были поддержаны другими кантонами на Тагзатцунге. В депеше из Цюриха восстание впервые было названо «революцией»[г].
18 мая 1653 года крестьяне предъявили ультиматумы Берну и Люцерну и собрали 16 000 бойцов в свою армию. Когда город Берн ответил отказом, крестьяне направились к нему под предводительством Лейенбергера, достигнув цели 22 мая 1653 года. Вторая армия во главе с Эмменеггером осадила Люцерн. Городские власти Берна оказались не готовы к битве и сразу же вступили в переговоры. В течение нескольких дней между ними и восставшими были заключены мирные соглашения. Согласно миру на Мюрифельде (Murifeldfrieden, названному в честь поля, расположенного недалеко от Берна, где был разбит лагерь крестьянской армии), подписанному Лейенбергером и городским главой Берна Никлаусом Дахсельхофером, городской совет Берна обещал 28 мая 1653 года выполнить финансовые требования крестьян в обмен на роспуск Хуттвильской лиги. Ввиду такого развития событий Люцерн и осаждавшие его крестьяне также договорились о перемирии. Армия Лейенбергера сняла осаду Берна и отступила, но народ отказался следовать за своими лидерами и возражал против роспуска Хуттвильской лиги.
30 мая 1653 года, следуя более раннему решению Тагзатцунга и прошлым требованиям Берна, Цюрих собрал армию с рекрутами со своих собственных территорий, из Тургау и Шаффхаузена, под командованием Конрада Вердмюллера с задачей раз и навсегда сломить любое вооружённое сопротивление со стороны крестьян. Около 8000 бойцов с 800 лошадьми и 18 пушками двинулись к Аргау. Уже через три дня армия Вердмюллера взяла под контроль важную переправу через реку Ройс у Меллингена. На холмах вокруг близлежащих деревень Воленшвиль и Отмарзинген собралась крестьянская армия численностью около 24 000 человек под предводительством Лейенбергера и Шиби. Крестьянская делегация пыталась вести переговоры с Вердмюллером, демонстрируя ему мирный договор, заключённый на Мюрифельде. Вердмюллер, который до сих пор не знал об этом договоре, подписанном всего несколько дней назад, отказался признать его действительность и потребовал безоговорочной капитуляции крестьянской армии. В итоге крестьяне атаковали войска Вердмюллера 3 июня 1653 года, но, будучи плохо экипированными и не имея никакой артиллерии, они потерпели сокрушительное поражение в битве при Воленшвиле. Крестьяне были вынуждены согласиться на Меллингенский мир, распускавший Хуттвильскую лигу. Крестьяне разбрелись по домам, им была объявлена амнистия, за исключением руководителей восстания.
Затем бернские войска под командованием Зигмунда фон Эрлаха двинулись из Берна к Аргау навстречу цюрихским силам. Их объединившиеся силы не оставляли никакого шанса крестьянскому сопротивлению. Войска фон Эрлаха насчитывали около 6000 человек и 19 пушек. Их операция была настоящей карательной экспедицией: войска грабили деревни на своём пути и даже разрушили укрепления маленького городка Видлисбах, потерявшего свои городские привилегии и снова объявленного деревней. 7 июня 1653 года бернская армия встретилась с отрядом из войска Лейенбергера, численностью примерно в 2000 человек, возвращающимся из Воленшвиля. Крестьяне отступили в Херцогенбухзе, где были разбиты войсками фон Эрлаха; в ходе сражения в маленьком городке начался пожар. Никлаус Лейенбергер бежал и скрывался, но был выдан соседом и задержан бернским окружным шерифом Самуэлем Триболе 9 июня 1653 года.
Население долины Энтлебух, где началось восстание, ещё немного сопротивлялось. Крестьянские войска под командованием Шиби тщетно пытались 5 июня 1653 года овладеть мостом у Гизикона, удерживаемым объединённой армией города Люцерна и центральных швейцарских кантонов под командованием Себастьяна Перегрина Цвайера из Ури. В последующие недели войска Цвайера медленно продвигались через долину, пока полностью не овладели ею к 20 июня 1653 года. Через несколько дней Шиби был схвачен и заключён в тюрьму в Зурзе.

## Последствия

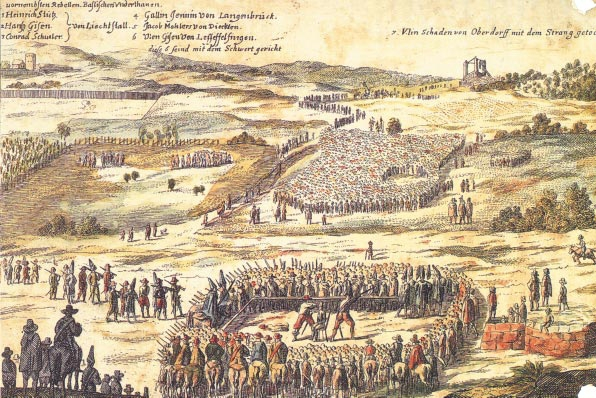
Семеро «зачинщиков» Крестьянской войны были казнены в Базеле 24 июля 1653 года. Шестеро были обезглавлены, один повешен (изображён на заднем плане справа).

Власти городов, подавив восстание, приступили к суровому наказанию лидеров Хуттвильской лиги. Берн не принял условия Меллигенского мира с его амнистией, заявив, что договор недействителен на его территории, и жёстко расправился с сельским населением. Крестьяне были оштрафованы на крупные суммы и вынуждены были покрыть расходы на военные действия. Мир Мюрифельда был объявлен недействительным Бернским городским советом, как и Хуттвильская лига. Сельское население было разоружено. Многие из сторонников лиги были заключены в тюрьму, подвергнуты пыткам и в конце концов приговорены к смертной казни или каторжным работам, либо сосланы. Кристиан Шиби был казнён в Зурзе 9 июля 1653 года, Никлаус Лейенбергер был обезглавлен и четвертован в Берне 6 сентября 1653 года. Его голова была прибита к виселице вместе с одним из четырёх экземпляров Bundesbrief Хуттвильской лиги. Наиболее суровые наказания последовали в кантоне Берн, где было вынесено 23 смертных приговора, по сравнению с восемью и семью смертными приговорами в Люцерне и Базеле соответственно. Многие другие видные крестьяне были казнены военными трибуналами армии фон Эрлаха.
Хотя власти одержали полную военную победу над восставшими, они воздержались от дальнейших драконовских мер в отношении широких слоёв населения. Вся история с этим бунтом ясно показала им, что города зависят от поддержки своих сельских жителей. Восстание было подавлено с большим трудом и только с помощью войск из Цюриха и Ури. Если бы крестьянам удалось расширить Хуттвильскую лигу и охватить сельскую местность Цюриха, исход конфликта мог бы быть иным. Городские власти прекрасно понимали, что им, в сущности, повезло, и их действия в последующие годы отражали это понимание. Предпринимая шаги по политическому раскрепощению сельского населения, они также выполнили многие первоначальные налоговые требования крестьян, ослабляя экономическое давление на них. Были проведены налоговые реформы, вплоть до того, что, например, в кантоне Люцерн общее налогообложение населения заметно снизилось во второй половине XVII века.
Историк Зутер даже пришёл к выводу, что Крестьянская война 1653 года помешала дальнейшему распространению абсолютистских тенденций в Швейцарии и предотвратила развитие, подобное тому, которое произошло во Франции после Фронды. Власти швейцарских кантонов вынуждены были действовать гораздо осторожнее и уважать своих крестьян. Бернцы, например, поручили своим районным шерифам использовать гораздо менее напыщенную и менее авторитарную форму отношений с крестьянами, чтобы минимизировать конфликтный потенциал. Городской совет даже возбудил судебные дела против нескольких своих районных шерифов, на которых было много жалоб от сельского населения, обвинявшего их в коррупции, некомпетентности и необоснованном обогащении. Районный шериф Траксельвальда, тот самый Самуэль Триболе, захвативший Никлауса Лейенбергера, был уволен, судим и отправлен в ссылку в начале 1654 года[д]. Абрахам Станьян, бывший послом Англии в Берне с 1705 по 1713 год, опубликовал в 1714 году обширный трактат под названием «Отчет о Швейцарии», в котором он описал правление властей как очень мягкое, упомянув о низком налогообложении по сравнению с другими европейскими государствами и приведя в качестве причины сравнительно мягкого правления страх перед мятежами.

## Историография

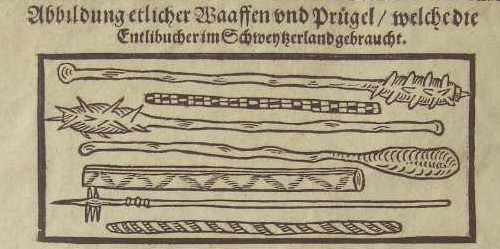
Некоторые виды оружия, использовавшиеся крестьянами.

В последующие десятилетия после Крестьянской войны городские власти пытались подавить память об этом почти успешном восстании. Символы сопротивления, такие как флаги или оружие, используемое крестьянами, в частности их традиционные дубинки с гвоздями на ударных концах (известные как (Bauern-) Knüttel), были объявлены вне закона, конфискованы и уничтожены. Такие документы, как Bundesbriefe Хуттвильской лиги, были запрятаны в хранилищах городских архивов. Любые публичные поминовения или паломничества к местам казней вождей бунта были запрещены и карались смертной казнью, как и пение крестьянских военных песен. Берн был особенно активен в стремлении подвергнуть цензуре любые воспоминания об этом событии, а также пытался очернить образы крестьянских лидеров. Исторические тексты тех времён обычно следуют официальной позиции и упоминают Крестьянскую войну, если вообще упоминают, то лишь кратко и в отрицательных выражениях. Тем не менее цензура была не совсем удачной: сельские жители в частном порядке сохранили воспоминания о 1653 годе, а различные свидетельства о тех событиях были напечатаны в Германии.

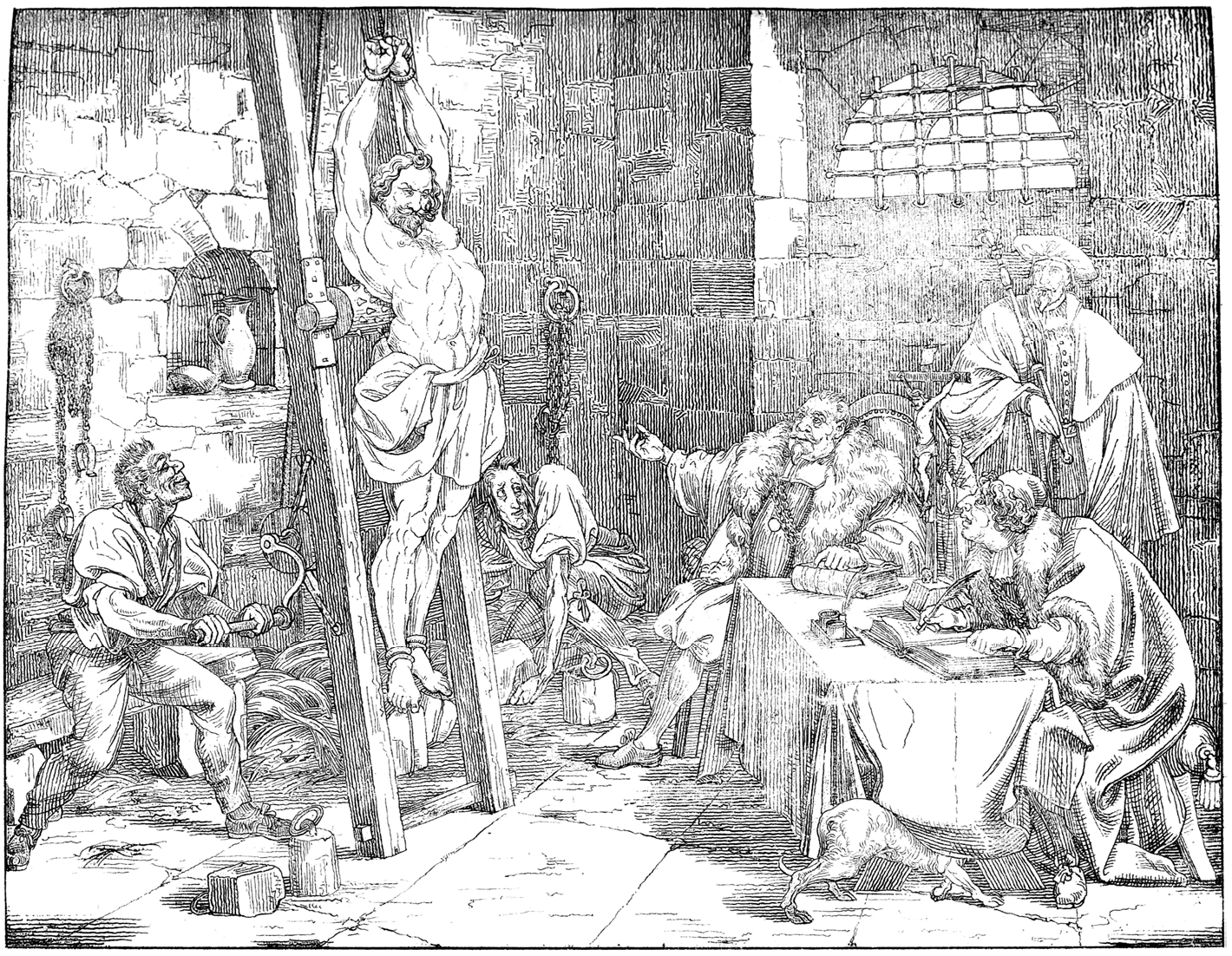
Schybi auf der Folter Мартина Дистели, 1840. На рисунке изображён крестьянский лидер Кристиан Шиби, замученный в Зурзе. Аллегория о распятом Христе..

В XIX веке официальная точка зрения о тех событиях подвергалась всё большему сомнению. Прежнее аристократическое доминирование был сильно ослаблено во время Наполеоновских войн, когда Швейцария являлась французским государством-сателлитом. Период существования Гельветической республики был кратковременным, но демократические идеалы всё же успели распространиться среди населения. Восстановление прежнего режима после окончания наполеоновской эпохи оказалось лишь временным, пока Швейцария не стала федеративным государством в 1848 году, когда была принята её первая демократическая конституция. Во время реставрации демократические издатели инструментовали и интерпретировали историю Крестьянской войны как аллегорию тогдашней борьбы за демократию, рассматривая Крестьянскую войну 1653 года как ранний предвестник своих собственных усилий по преодолению авторитарного режима. Известность получили иллюстрации Мартина Дистели 1839—1840 годов, который использовал сцены Крестьянской войны в качестве аллегорических образов.

## Комментарии
- а  Все даты даны по григорианскому календарю, который уже действовал во всех католических кантонах. В то время как протестантские кантоны всё ещё следовали юлианскому календарю[64].
- б  Freie Ämter[англ.] («свободные районы») были названы так потому, что первоначально они были независимыми с точки зрения низкого правосудия и, таким образом, в значительной степени «свободными» в средневековом понимании этого слова[65].
- в  Этот процесс девальвации товарных денег, имеющих внутреннюю стоимость ниже их номинальной стоимости (так называемые «плохие деньги») и вытеснения их «хорошими деньгами» из обращения описывается законом Грешема.
- г  Эта заметка, по-видимому, может являться первым документально подтверждённым использованием слова «революция» с современным значением в смысле политической революции без какой-либо коннотации в качестве кругового движения[66][67].
- д  Благодаря своим связям (он женился на представительнице влиятельной бернской семьи фон Граффенрид, Самуэлю Триболе было разрешено вернуться из ссылки всего через два года, в конце 1655 года, и снова служить в городском совете Берна[54].
- е  Статуя Лейенбергера в Рюдерсвиле была подарена обществом Ökonomische Gesellschaft Bern[68], основанным в 1759 году и первоначально состоявшим из членов ведущих семей города Берна[69].